# Après le bain (Degas)
Pour les articles homonymes, voir Après le bain.
Après le bain est un pastel du peintre français Edgar Degas, réalisé en 1884, et conservé au Musée de l'Ermitage de Saint-Pétersbourg.

## Description
L'objet de la peinture est une femme nue. Les nus féminins sont une constante iconographique de toute la vie artistique de Degas : il a su, cependant, fournir une interprétation extrêmement innovante, où la femme n'est pas montrée dans des poses nobles ou esthétiques, mais pendant qu'elle effectue des actions quotidiennes liées à l'hygiène du corps.
La femme représentée dans Après le bain, par exemple, est montrée en train de peigner ses cheveux de couleur acajou. L'ensemble du pastel est caractérisé par une utilisation habile de lignes de contour, qui définissent la silhouette de la femme de façon plus ou moins marquée, de manière à mettre en évidence les zones exposées à la lumière artificielle de la salle de bain. Le délicat papier peint, en accord de ton avec la chevelure de la femme, donne à la composition une grande élégance.

## Œuvres similaires

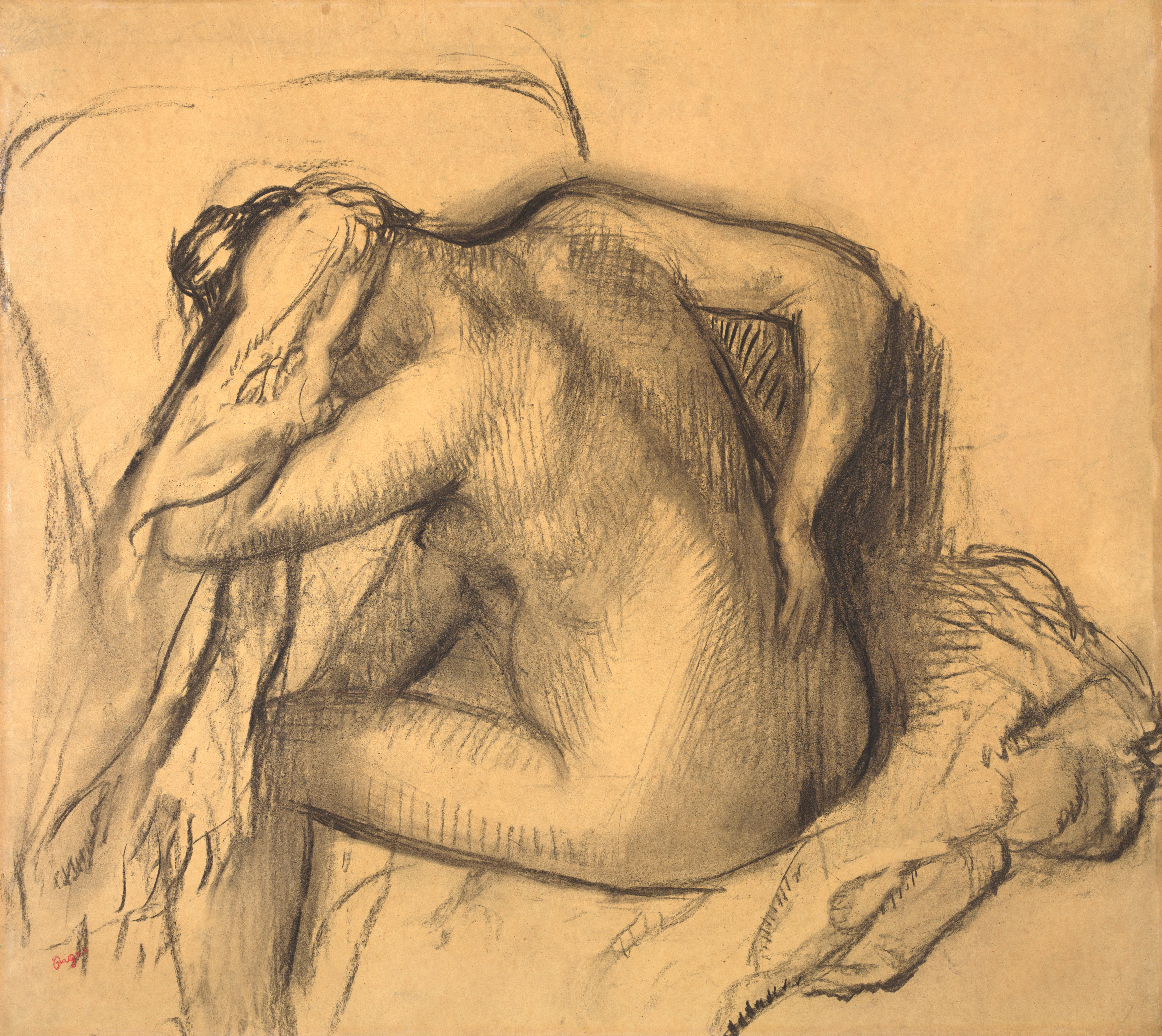
Après le bain, femme s'essuyant les cheveux.
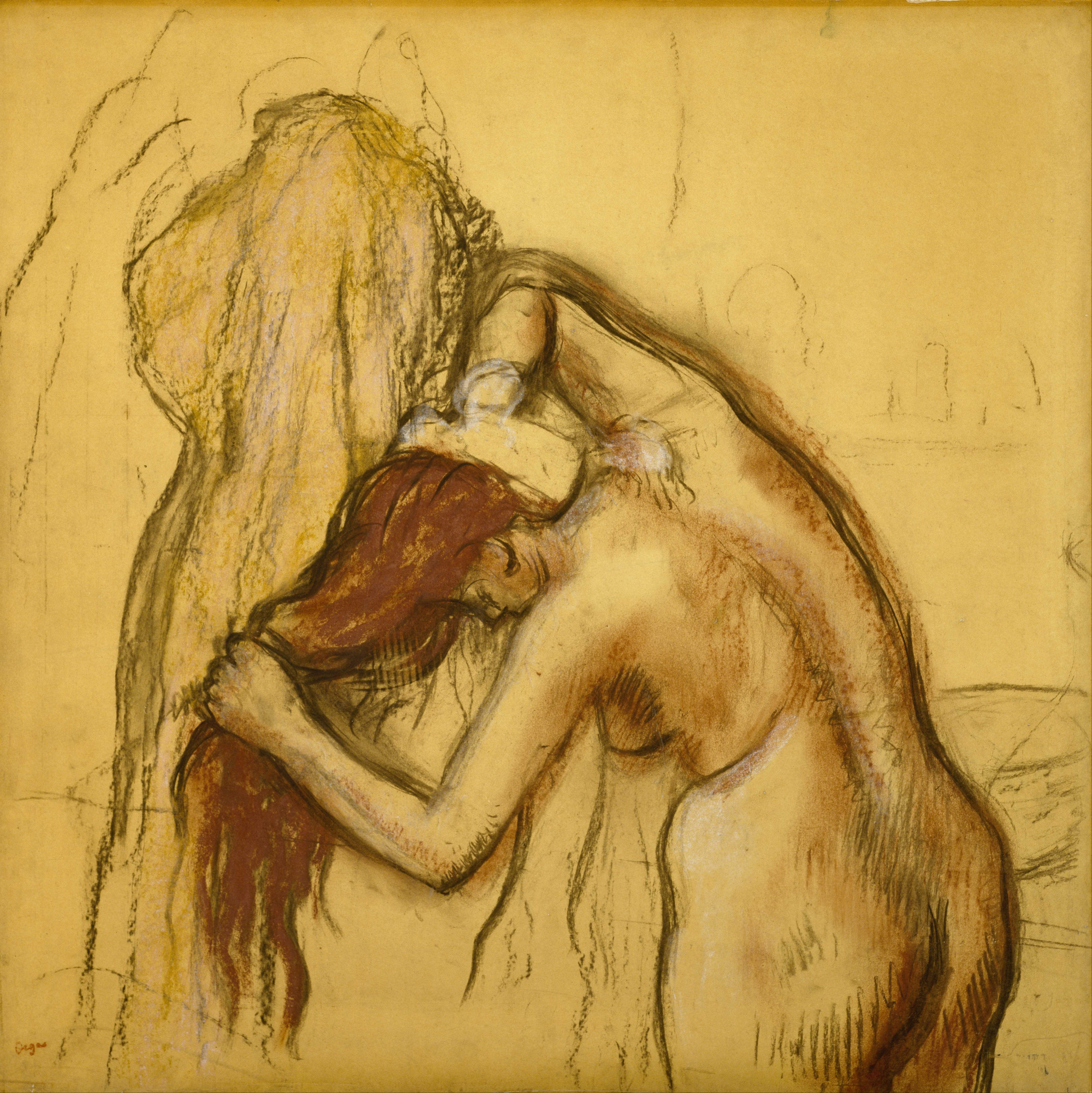
Femme s'essuyant.
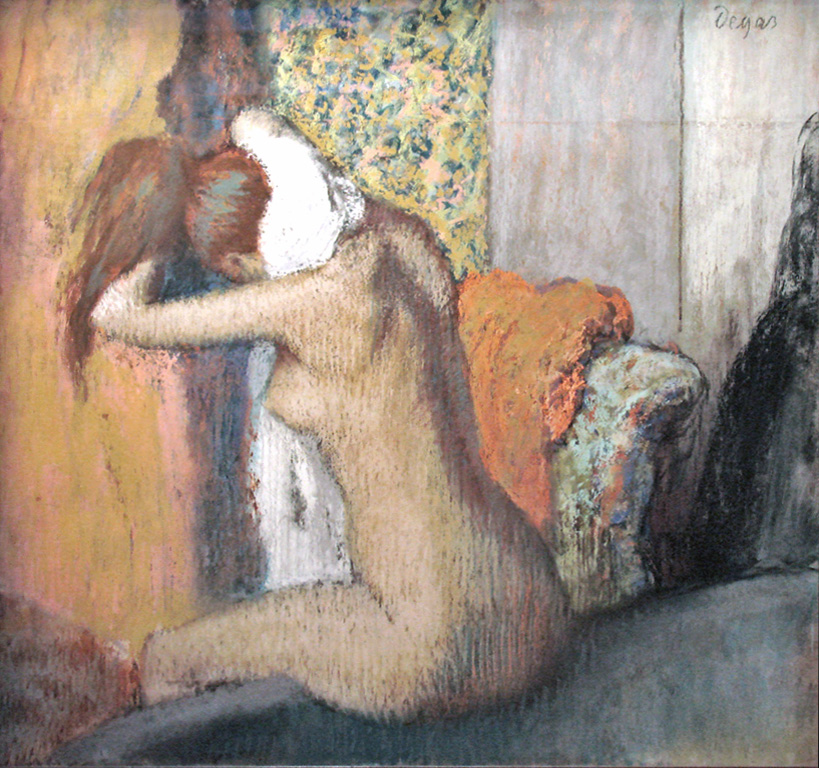
Après le bain.
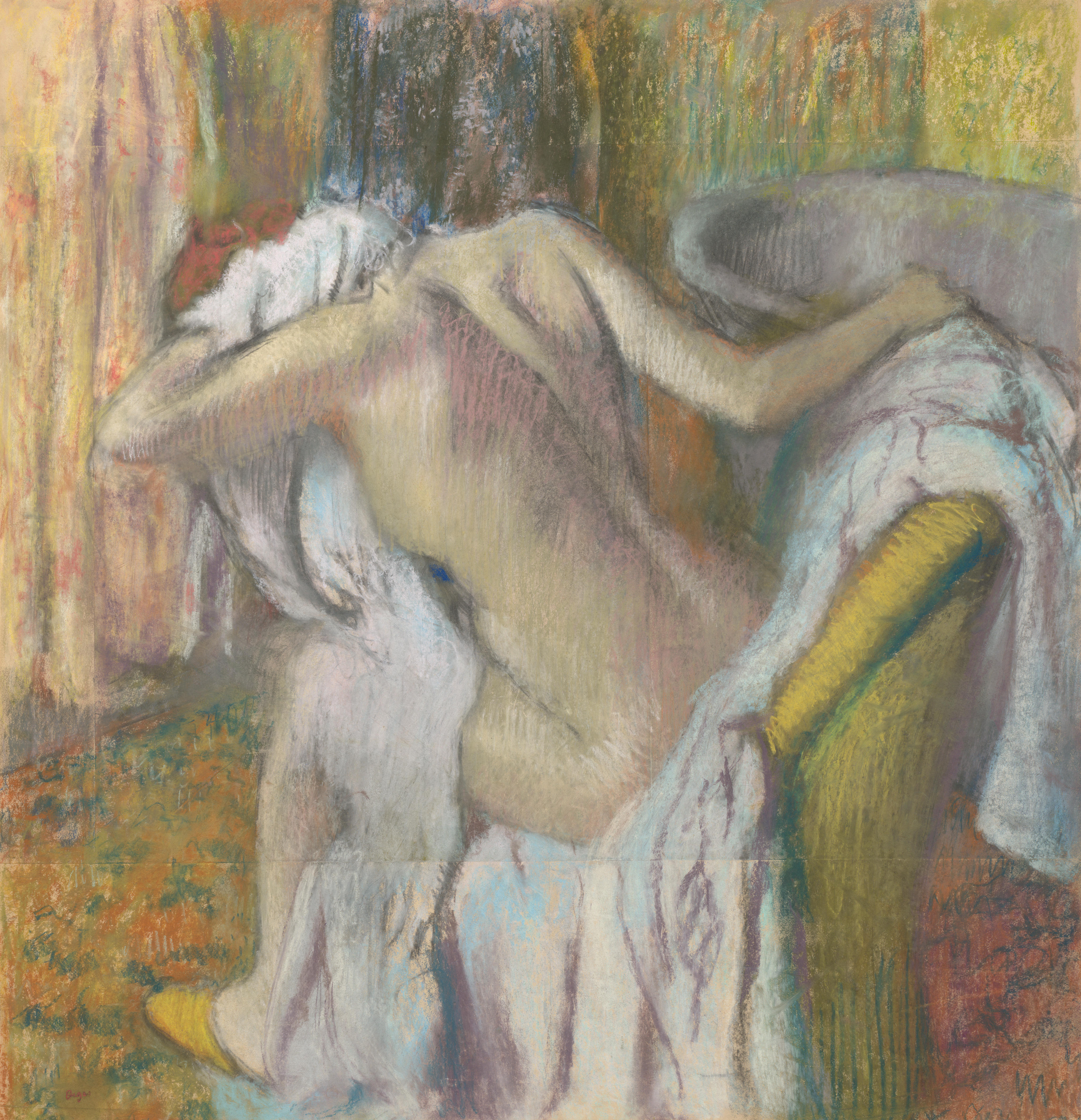
Après le bain, femme s'essuyant.
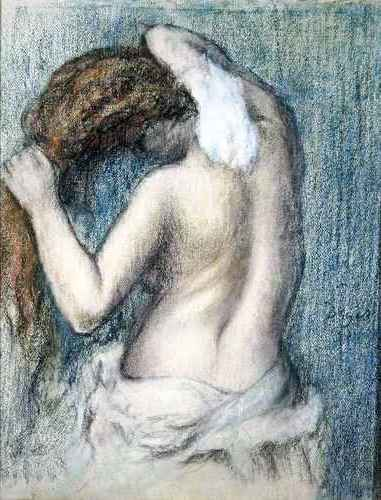
Femme se lavant.
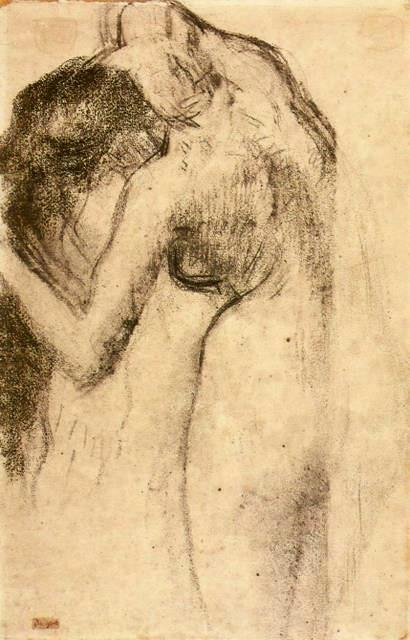
Nu.
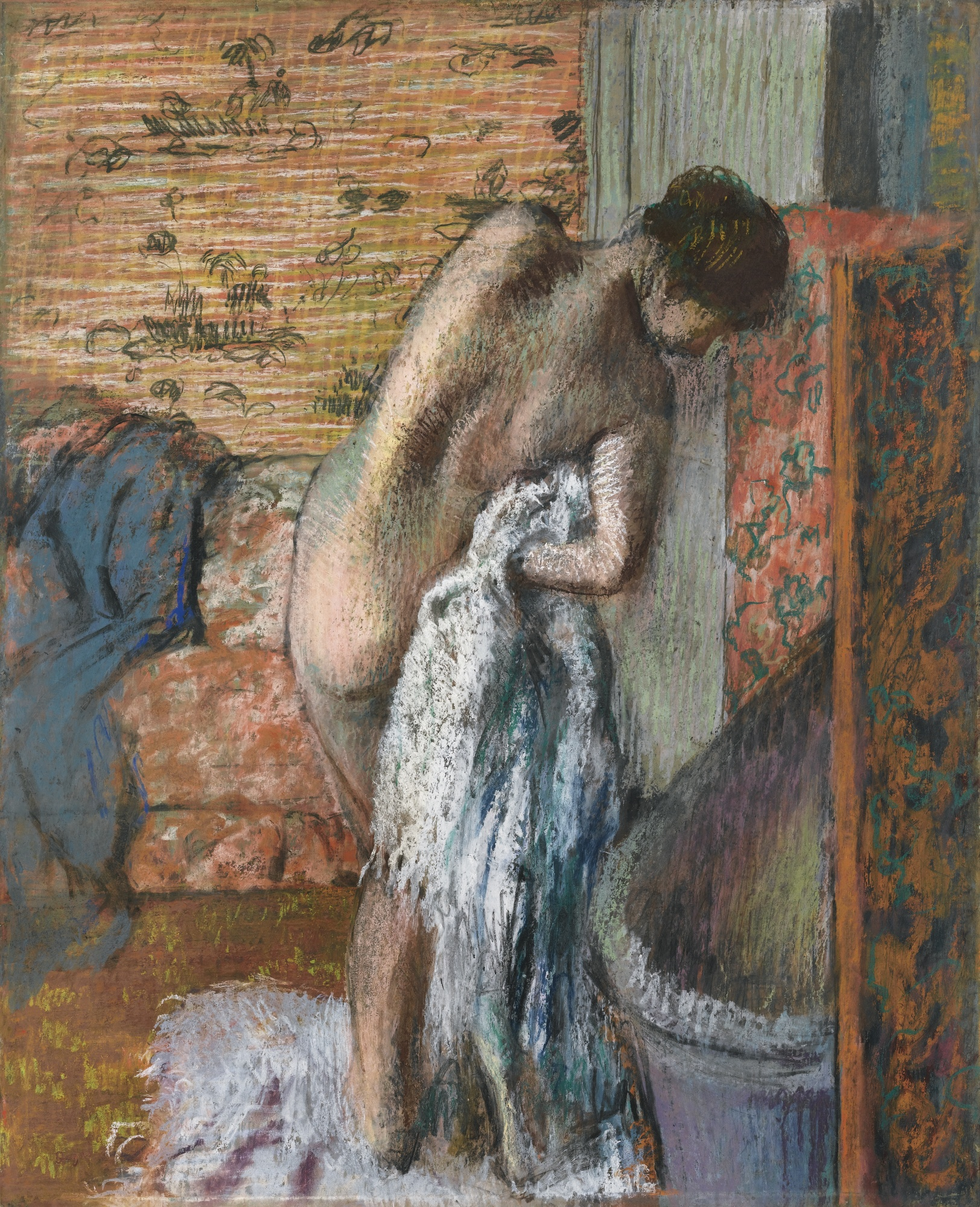
Après le bain, femme s'essuyant.
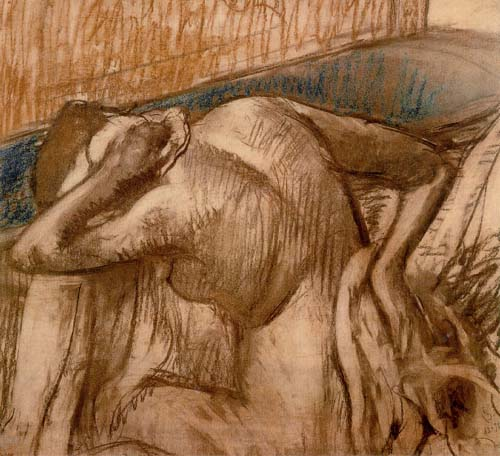
Femme dans son bain.
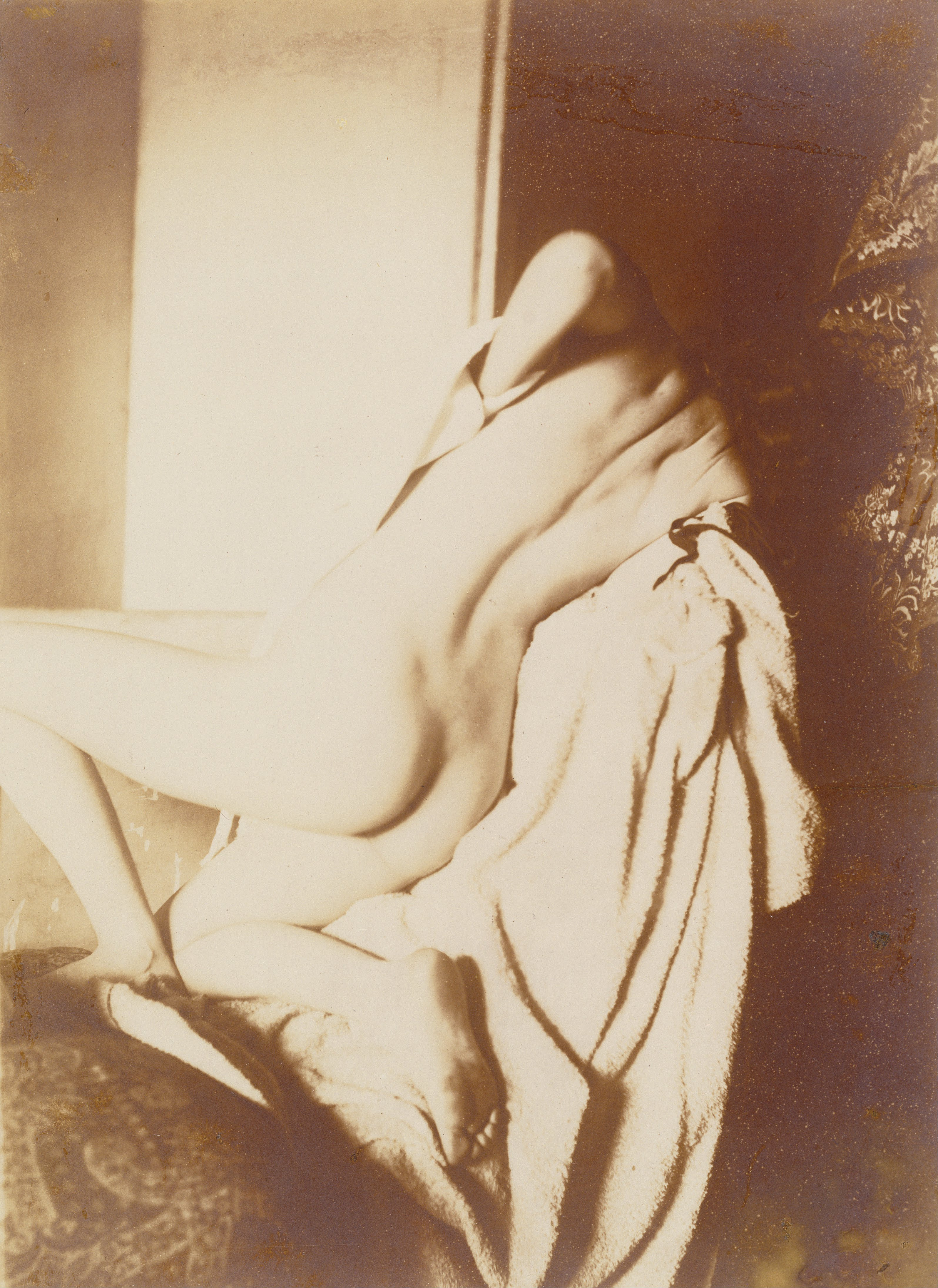
Après le bain, femme s'essuyant le dos.
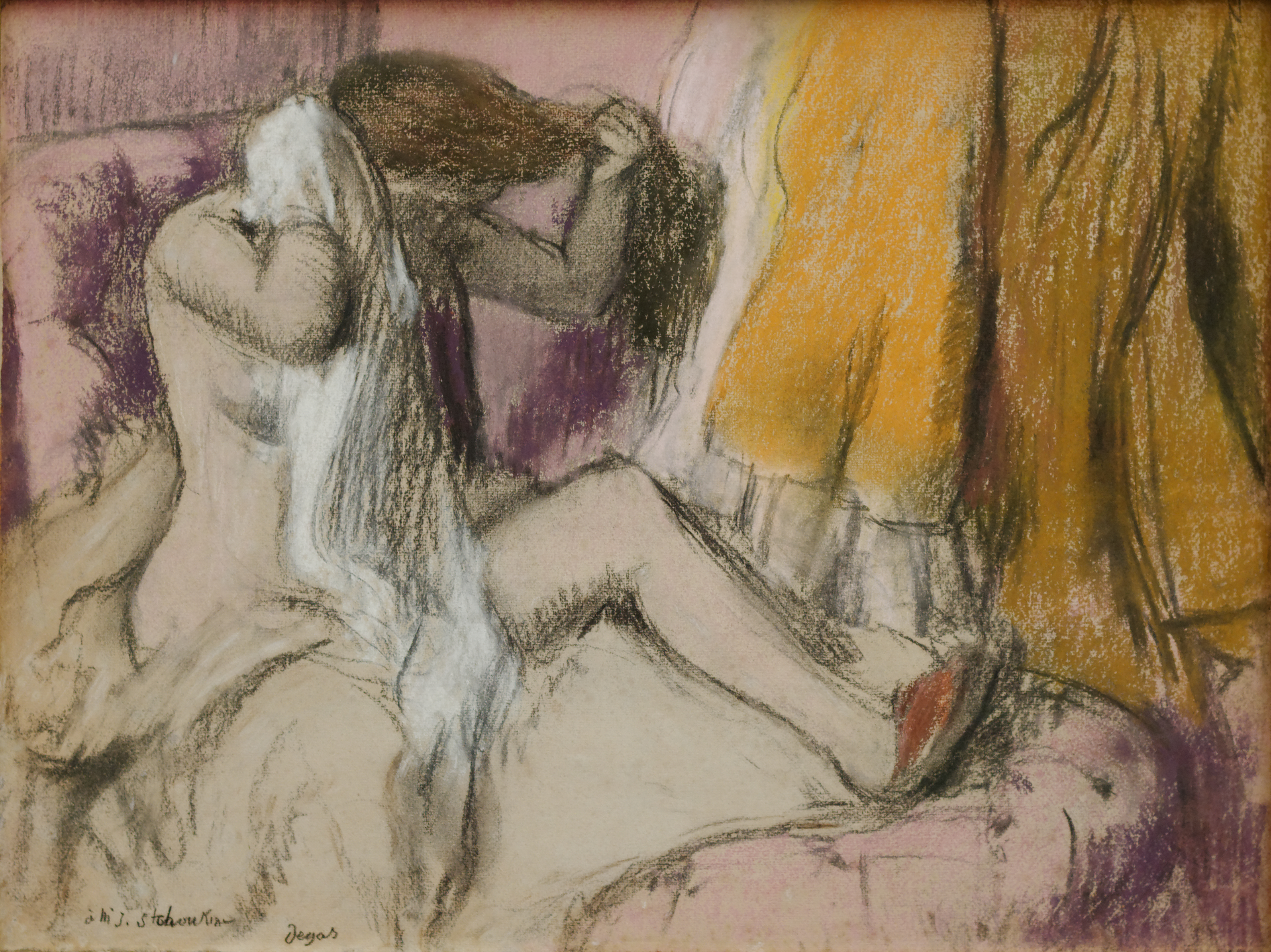
Après le bain, femme s'essuyant, vers 1890 Neue Pinakothek, Munich